# 114. Kongress der Vereinigten Staaten
Der 114. Kongress der Vereinigten Staaten ist die Legislaturperiode von Repräsentantenhaus und Senat in den Vereinigten Staaten zwischen dem  3. Januar 2015 und dem 3. Januar 2017. Alle Abgeordneten des Repräsentantenhauses sowie ein Drittel der Senatoren (Klasse II) waren im November 2014 bei den Kongresswahlen gewählt worden. In beiden Kammern ergab sich eine republikanische Mehrheit. Die Demokratische Partei war in der Opposition. Allerdings stellte sie mit Barack Obama den Präsidenten. Während der Legislaturperiode kam es in beiden Kammern durch Todesfälle bzw. Rücktritten zu einigen Veränderungen, die aber nichts an den Mehrheitsverhältnissen änderten.

## Wichtige Ereignisse
Für allgemeine Ereignisse siehe 2015 und 2016
- 3. Januar 2015: Beginn der Legislaturperiode des 114. Kongresses
- 20. Januar 2015: Präsident Obama hält seine jährliche Ansprache zur Lage der Nation.
- 3. März 2015: Der israelische Premierminister Benjamin Netanjahu hält eine Rede vor beiden Kammern des Kongresses, die gemeinsam tagen. Er war vom Speaker (Präsident des Repräsentantenhauses) John Boehner ohne Absprache mit dem Präsidenten eingeladen worden. Thema der Rede Nethanjahus war die Iranpolitik der Vereinigten Staaten.
- 25. März 2015: Der afghanische Präsident Aschraf Ghani spricht ebenfalls vor den gemeinsam tagenden Kammern des Kongresses.
- 29. April 2015: Als erster japanischer Politiker spricht auch Premierminister Shinzō Abe vor dem Kongress.
- 24. September 2015:  Papst Franziskus spricht vor dem Kongress. Auch das ist ein Novum, da nie zuvor ein Papst vor dem US-Kongress gesprochen hat.
- 25. September 2015: Speaker John Boehner kündigt seinen Rücktritt von diesem Amt zum Ende des Monats Oktober an.
- 29. Oktober 2015: Paul Ryan (R) wird zum neuen Speaker gewählt. Er ist der jüngste Präsident des Repräsentantenhauses seit James G. Blaine (R) im Jahr 1874.
- 12. Januar 2016: Präsident Obama hält eine weitere Ansprache zur Lage der Nation.

## Die wichtigsten Gesetze
In den bisherigen Sitzungsperioden des 114. Kongresses wurden unter anderem folgende Bundesgesetze verabschiedet (siehe auch: Gesetzgebungsverfahren):
- 12. Januar 2015: Terrorism Risk Insurance Program Reauthorization Act of 2015
- 16. April 2015: Medicare Access and CHIP Reauthorization Act of 2015
- 22. Mai 2015: Iran Nuclear Agreement Review Act of 2015
- 2. Juni 2015: USA FREEDOM Act: Uniting and Strengthening America by Fulfilling Rights and Ensuring Effective Discipline Over Monitoring Act of 2015
- 29. Juni 2015: Das Abkommen Transpazifische Partnerschaft
- 25. November 2015: SPACE Act of 2015
- 4. Dezember 2015: Fixing America’s Surface Transportation (FAST) Act
- 10. Dezember 2015: Every Student Succeeds Act

## Zusammensetzung nach Parteien

### Senat
- Demokraten:   44
- Republikaner:  54
- Sonstige:             2
- Gesamt:            100 Stand zu Beginn der Legislaturperiode am 3. Januar 2015

### Repräsentantenhaus
- Demokraten:   188
- Republikaner:  247
- Sonstige:             0
- Gesamt:            435 Stand zu Beginn der Legislaturperiode am 3. Januar 2015

## Amtsträger

### Senat
- Präsident des Senats: Joe Biden (D)
- Präsident pro tempore: Orrin Hatch (R)

#### Führung der Mehrheitspartei
- Mehrheitsführer: Mitch McConnell (R)
- Mehrheitswhip: John Cornyn (R)

#### Führung der Minderheitspartei
- Minderheitsführer: Harry Reid (D)
- Minderheitswhip: Dick Durbin (D)

### Repräsentantenhaus
- Sprecher des Repräsentantenhauses:
- John Boehner (R) bis zum 29. Oktober 2015, danach  Paul Ryan (R)

#### Führung der Mehrheitspartei
- Mehrheitsführer:  Kevin McCarthy (R)
- Mehrheitswhip: Steve Scalise, (R)

#### Führung der Minderheitspartei
- Minderheitsführer: Nancy Pelosi (D)
- Minderheitswhip: Steny Hoyer (D)

### Mitglieder
- Für die Mitglieder im Senat des 114. Kongresses siehe:
  - Liste der Mitglieder des Senats im 114. Kongress der Vereinigten Staaten

- Für die Mitglieder im Repräsentantenhaus des 114. Kongresses siehe:
  - Liste der Mitglieder des Repräsentantenhauses im 114. Kongress der Vereinigten Staaten